# 奔跑吧，医生
《奔跑吧，醫生》（英語：The Top Speed），又名《120急救醫生》、《奔跑吧，急救醫生》，為2024年中國大陸攝製，CCTV和騰訊視頻共同製作，由佟大為、任素汐領銜主演的醫療題材電視劇。

## 劇情概要
原三甲醫院主治醫師張弛因醫療事故離開胸外科轉到江東急救中心工作，和跟他行醫理念不合但經驗豐富的急救醫生齊霽搭檔出車。急救中心要面對各種狀況，讓張弛暴露出作為新手急救醫生的不足，齊霽和張弛成了一對歡喜冤家。在急救中心工作的日子令他們感受到城市的人情冷暖，以及受醫療體制局限未能滿足所有病患需要的無奈。二人也因為工作和相處而對彼此加深了解，感情也升級發酵。俩人互相成长，最终收获了友情、亲情与爱情。

## 播放平台
2024年12月30日起於央视八套、YouTube、騰訊視頻、愛奇藝、咪咕視頻等平台播放。

## 演员阵容
- 佟大為 饰演 张弛，张北海之子，市北医院心外“一把刀”，原三甲医院主治医师。
- 任素汐 饰演 齐霁
- 张予曦 饰演 孙嘉琪
- 刘怡潼 饰演 郑博
- 魏天浩 饰演 许承远
- 吴承轩 饰演 曲宇凡
- 蒋毅 饰演 张北海（青年）
- 斓曦 饰演 秦舒华
- 刘冠麟 饰演 孙一墨（青年）
- 孙宁 饰演 张北海（老年）